# Tham nhũng chính trị

Tham nhũng chính trị

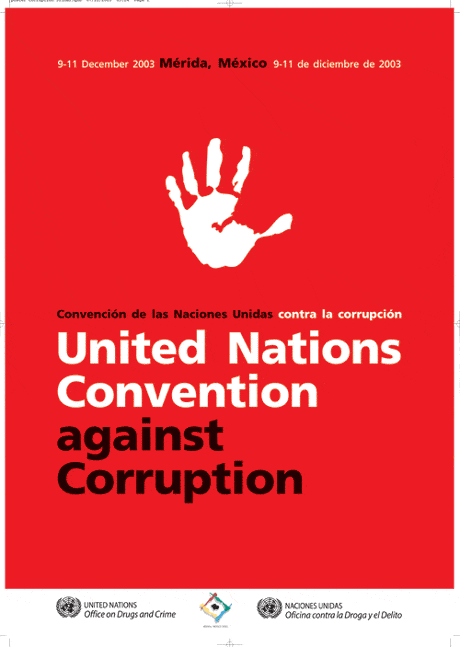
Công ước phòng chống tham nhũng

Tham nhũng chính trị là việc sử dụng quyền hạn của các quan chức chính phủ hoặc các liên hệ mạng lưới của họ để trục lợi cá nhân bất hợp pháp.
Các hình thức tham nhũng khác nhau, nhưng bao gồm hối lộ, tống tiền, chủ nghĩa thân hữu, gia đình trị, chủ nghĩa địa phương, bảo trợ, trao đổi ảnh hưởng, mua hàng giá cao và tham ô. Tham nhũng có thể tạo điều kiện cho các doanh nghiệp tội phạm như buôn bán ma túy, rửa tiền và buôn bán người, mặc dù nó không bị hạn chế trong các hoạt động này. Lạm dụng quyền lực của chính phủ cho các mục đích khác, như đàn áp đối thủ chính trị và sự tàn bạo của cảnh sát nói chung, cũng được coi là tham nhũng chính trị. Vụ án Masiulis là một ví dụ điển hình của tham nhũng chính trị.
Theo thời gian, tham nhũng đã được định nghĩa khác nhau. Ví dụ, trong một bối cảnh đơn giản, trong khi thực hiện công việc cho chính phủ hoặc với tư cách là người đại diện, việc chấp nhận một món quà là không hợp lý. Bất kỳ món quà miễn phí nào cũng có thể được hiểu là một kế hoạch để thúc đẩy người nhận thực hiện một số hành động thiên vị. Trong hầu hết các trường hợp, món quà được coi là một ý định tìm kiếm một số ưu đãi như thăng tiến công việc, tiền boa để giành được hợp đồng, công việc hoặc miễn trừ một số nhiệm vụ trong trường hợp nhân viên cấp dưới tặng quà cho một nhân viên cấp cao có thể là chìa khóa trong việc giành được sự ủng hộ 
Một số hình thức tham nhũng - hiện được gọi là "tham nhũng thể chế"  - được phân biệt với hối lộ và các loại lợi ích cá nhân rõ ràng khác. Một vấn đề tương tự về tham nhũng phát sinh trong bất kỳ tổ chức nào phụ thuộc vào hỗ trợ tài chính từ những người có lợi ích có thể mâu thuẫn với mục đích chính của tổ chức.
Một hành vi bất hợp pháp của một nhân viên văn phòng chỉ cấu thành tham nhũng chính trị nếu hành vi đó liên quan trực tiếp đến nhiệm vụ chính thức của họ, được thực hiện dưới màu luật pháp hoặc liên quan đến trao đổi ảnh hưởng. Các hoạt động cấu thành tham nhũng bất hợp pháp khác nhau tùy thuộc vào quốc gia hoặc quyền tài phán. Ví dụ, một số thực tiễn tài trợ chính trị hợp pháp ở một nơi có thể là bất hợp pháp ở một nơi khác. Trong một số trường hợp, các quan chức chính phủ có quyền hạn rộng hoặc không xác định, điều này gây khó khăn cho việc phân biệt giữa các hành động hợp pháp và bất hợp pháp. Trên toàn thế giới, chỉ tính riêng hối lộ ước tính liên quan đến hơn 1 nghìn tỷ đô la Mỹ mỗi năm. Một tình trạng tham nhũng chính trị không kiềm chế được gọi là chế độ đạo tặc - kleptocracy, nghĩa đen là "cai trị bởi những tên trộm".